# Дидденс, Ян
Ян Ди́дденс (нидерл. Jan Diddens; 14 сентября 1906, Мехелен, Бельгия — 21 июля 1972) — бельгийский футболист, нападающий, участник Олимпийского турнира 1928 года и чемпионата мира 1930 года.

## Карьера

### Клубная
Свою карьеру Ян Дидденс провёл, играя за клуб «Расинг Мехелен» в период с 1922 по 1934 годы.

### В сборной
В сборной Ян Дидденс играл с 1926 по 1930 год, провёл 2 матча на Олимпийских играх 1928 года, также отыграл две встречи на чемпионате мира 1930 года. Всего он выходил на поле в составе сборной в официальных матчах 23 раза, забил 2 мяча.
| Матчи и голы Яна Дидденса за сборную Бельгии | Матчи и голы Яна Дидденса за сборную Бельгии | Матчи и голы Яна Дидденса за сборную Бельгии | Матчи и голы Яна Дидденса за сборную Бельгии | Матчи и голы Яна Дидденса за сборную Бельгии | Матчи и голы Яна Дидденса за сборную Бельгии | Матчи и голы Яна Дидденса за сборную Бельгии |
| -------------------------------------------- | -------------------------------------------- | -------------------------------------------- | -------------------------------------------- | -------------------------------------------- | -------------------------------------------- | -------------------------------------------- |
| №                                            | Дата                                         | Место проведения                             | Соперник                                     | Счёт                                         | Голы                                         | Турнир                                       |
| 1                                            | 14 марта 1926                                | Антверпен, Бельгия                           | Нидерланды                                   | 1:1                                          | -                                            | Coupe Van den Abeele 1926                    |
| 2                                            | 11 апреля 1926                               | Париж, Франция                               | Франция                                      | 3:4                                          | -                                            | Товарищеский матч                            |
| 3                                            | 2 мая 1926                                   | Амстердам, Нидерланды                        | Нидерланды                                   | 5:1                                          | 1                                            | Товарищеский матч                            |
| 4                                            | 24 мая 1926                                  | Антверпен, Бельгия                           | Англия                                       | 3:5                                          | -                                            | Товарищеский матч                            |
| 5                                            | 20 июня 1926                                 | Брюссель, Бельгия                            | Франция                                      | 2:2                                          | -                                            | Товарищеский матч                            |
| 6                                            | 2 января 1927                                | Льеж, Бельгия                                | Чехословакия                                 | 2:3                                          | -                                            | Товарищеский матч                            |
| 7                                            | 13 марта 1927                                | Антверпен, Бельгия                           | Нидерланды                                   | 2:0                                          | -                                            | Coupe Van den Abeele 1927                    |
| 8                                            | 3 апреля 1927                                | Брюссель, Бельгия                            | Швеция                                       | 2:1                                          | -                                            | Товарищеский матч                            |
| 9                                            | 1 мая 1927                                   | Амстердам, Нидерланды                        | Нидерланды                                   | 2:3                                          | 1                                            | Товарищеский матч                            |
| 10                                           | 22 мая 1927                                  | Вена, Австрия                                | Австрия                                      | 1:4                                          | -                                            | Товарищеский матч                            |
| 11                                           | 26 мая 1927                                  | Прага, Чехословакия                          | Чехословакия                                 | 0:4                                          | -                                            | Товарищеский матч                            |
| 12                                           | 12 февраля 1928                              | Льеж, Бельгия                                | Ирландское Свободное Государство             | 2:4                                          | -                                            | Товарищеский матч                            |
| 13                                           | 11 марта 1928                                | Амстердам, Нидерланды                        | Нидерланды                                   | 1:1                                          | -                                            | Товарищеский матч                            |
| 14                                           | 15 апреля 1928                               | Коломб, Франция                              | Франция                                      | 3:2                                          | -                                            | Товарищеский матч                            |
| 15                                           | 19 мая 1928                                  | Антверпен, Бельгия                           | Англия                                       | 1:3                                          | -                                            | Товарищеский матч                            |
| 16                                           | 27 мая 1928                                  | Амстердам, Нидерланды                        | Люксембург                                   | 5:3                                          | -                                            | Олимпийские игры 1928                        |
| 17                                           | 2 июня 1928                                  | Амстердам, Нидерланды                        | Аргентина                                    | 3:6                                          | -                                            | Олимпийские игры 1928                        |
| 18                                           | 4 ноября 1928                                | Амстердам, Нидерланды                        | Нидерланды                                   | 1:1                                          | -                                            | Товарищеский матч                            |
| 19                                           | 20 апреля 1929                               | Дублин, Ирландия                             | Ирландское Свободное Государство             | 0:4                                          | -                                            | Товарищеский матч                            |
| 20                                           | 5 мая 1929                                   | Антверпен, Бельгия                           | Нидерланды                                   | 3:1                                          | -                                            | Coupe Van den Abeele 1929                    |
| 21                                           | 11 мая 1929                                  | Брюссель, Бельгия                            | Англия                                       | 1:5                                          | -                                            | Товарищеский матч                            |
| 22                                           | 13 июля 1930                                 | Монтевидео, Уругвай                          | США                                          | 0:3                                          | -                                            | Чемпионат мира 1930                          |
| 23                                           | 20 июля 1930                                 | Монтевидео, Уругвай                          | Парагвай                                     | 0:1                                          | -                                            | Чемпионат мира 1930                          |

Итого: 23 матча / 2 гола; 6 побед, 4 ничьих, 13 поражений.